# Петраке, Штефан Георгиевич
Штефан Георгиевич Петраке (рум. молд.Ștefan Petrache; 8 мая 1949 — 13 января 2020) — советский молдавский музыкант, Народный артист Молдавии (2010), Заслуженный артист Молдавской ССР (1986).

## Биография
Родился 8 мая 1949 года в селе Вынэторь Ниспоренского района Молдавской ССР.
Музыкальную карьеру начал в 1974 году в качестве солиста эстрадно-симфонического оркестра Радио и телевидения Молдавской ССР. Затем работал солистом вокально-инструментальных ансамблей «Оризонт» (1977) и «Контемпоранул» (1978—1981). В 1982—1987 годы был художественным руководителем и солистом группы «Плай». Также за свою музыкальную карьеру был участником ВИА «Поющие гитары» и «Норок», стал автором текстов ряда песен. Снялся в нескольких художественных фильмах студии «Молдова-фильм».
В 1983 году окончил Институт искусств имени Гавриила Музическу в Кишинёве.
После распада СССР оставил музыкальную карьеру и занялся строительным бизнесом.
В последние годы жизни Штефан Петраке страдал диабетом и нейродермитом. Умер 13 января 2020 года.
В 1993 году был удостоен медали «За гражданские заслуги» (1993) и орденов «Трудовая слава» (2001) и Республики (2014).

## Фильмография
- 1980 — Кодовое название «Южный гром» / Codul «Fulgerul de sud» — гармонист
- 1984 — Как стать знаменитым / Cum să devii celebru — эстрадный певец